# Luis Albizuri
Luis Albizuri Elejalde, (*Madrid, España, 1851 - † Barranco, Perú, 1933) fue un empresario industrial y político español. También fue Alcalde de Lima (1930).

## Biografía
Luis Albizuri Elejalde nació en Madrid, el 18 de enero de 1851. Hijo de Gregorio Albizuri Ortueta y de María Luisa Elejalde Escurra. 
Llegó al Perú en 1868 y se estableció en la ciudad de Pisco, departamento de Ica donde se dedicó a la agricultura, siendo propietario de las haciendas "Francia" y "San Juan". También se dedicó a la minería, siendo propietario de una mina llamada "San José", en la provincia de Castrovirreyna, departamento de Huancavelica.
Fue socio de Fermín Tangüis, de quien llegara a ser uno de sus mejores amigos, con el que arrendó en el valle del Cóndor el fundo "Mensía", en el año 1890; a partir de entonces se dedicaron al cultivo del algodón.
Para el año 1900 era propietario de tres minas dedicadas a la extracción de cobre, ubicadas en la quebrada "Cinco Cruces" del distrito mineral de Chincha, las minas se llamaban "Juanita", "Santa Elena" y "Favorita".
Fue vicecónsul interino de España en Pisco en 1904 y gerente de la Sociedad Agrícola "Santa Bárbara". Fue propietario de la fábrica "Iris", dedicada al aserradero de maderas, producción de escobas y elbaboración de fideos. Llegó a ser alcalde de la ciudad de Pisco (1912 - 1915) y luego fue alcalde de la ciudad de Lima en 1930. 
El rey de España don Alfonso XIII le confirió la Condecoración de la Cruz de Isabel la Católica. Fue el presidente de la Cámara Oficial de Comercio de España en el Perú (1923). 
Existen un barrio y una avenida en la ciudad de Pisco (Ica, Perú) que llevan su nombre. 
Se casó el 19 de julio de 1871 en la ciudad de Lima con María Dolores Murga Montoya. (hija de Andrés Murga y Rosa Montoya); y tuvieron una hija llamada Ana María Luisa Albizuri.
Falleció el 4 de septiembre de 1933 en el distrito de Barranco (Lima) a los 82 años de edad. Sus restos mortales descansan en el Cementerio Presbítero Matías Maestro en los Barrios Altos.
| Precedido por: Andrés F. Dasso Hoke | Alcalde Metropolitano de Lima 1930 | Sucedido por: Luis Antonio Eguiguren |